# Celi Aurelià
Celi Aurelià (llatí: Cælius Aurelianus) va ser un metge romà d'època incerta: hi ha autors que el situen al segle i i altres, com que no és mencionat per Galè, el fan nascut al segle ii. Probablement era originari de la Numídia, però sense cap evidència directa. Però pel seu estil i el vocabulari que utilitza es pot deduir que no era ni d'Itàlia ni de Grècia. A jutjar pel nom, feia part de la Gens Cèlia, una antiga família romana d'origen plebeu.
Formava part de l'escola metòdica, un dels grans corrents de la medicina del món grecollatí, i a partir dels seus escrits es pot conèixer millor el sistema d'aquesta escola. En les seves descripcions de les malalties, mostra una gran precisió en l'observació i molta sagacitat en el diagnòstic. Descriu alguns trastorns que no es troben en cap altre autor antic. Dona un detall minuciós de la pràctica mèdica que exercien ell mateix i els seus contemporanis, i els seus comentaris mostren un coneixement competent del tema, i un judici clar i complet.
Va dividir les malalties en agudes i cròniques, però valorava que un cop coneguda la malaltia i el seu tractament s'havia d'actuar i no anar a buscar arrels teòriques sobre les seves causes físiques. Això va comportar un avenç important en la pràctica mèdica i va contribuir més que cap altre al coneixement i tractament real de la malaltia. Va desenvolupar la terapèutica establint els mitjans més adequats per la curació i els sistemes per fer-ho. Però el fet de pertànyer a l'escola metòdica va portar limitacions als seus avenços, i per això, encara que la seva pràctica va ser essencialment bona, es pot considerar en part defectuosa.
Va deixar una obra sobre malalties agudes, Celerum Passionum (o De Morbis Acutis) i cinc llibres sobre malalties cròniques sota el títol conjunt de Tardarum Passionum (o De Morbis Chronicis).